# Holašovice
Holašovice (en alemany Holaschowitz) és un petit poble històric que pertany al municipi Jankov, situat a la Regió de Bohèmia Meridional a la República Txeca, a 15 quilòmetres a l'oest de České Budějovice.
Al sud es troba la zona de paisatge protegit del Bosc Blanský. El poble va ser abandonat després de la Segona Guerra Mundial, en destaca el seu pla medieval i els edificis propis del sud de Bohèmia o l'estil barroc rural que roman intacta. Va ser restaurat i repoblat a partir de 1990, i va ser designada per la UNESCO com a Patrimoni de la Humanitat el 1998.